# Meesiger
Meesiger ist eine vorpommersche Gemeinde im Landkreis Mecklenburgische Seenplatte. Sie liegt etwa 17 Kilometer südwestlich von Demmin am Kummerower See und gehört dem Amt Demmin-Land an, das seinen Verwaltungssitz in der ehemaligen Kreisstadt Demmin hat. Bis zum 1. Juli 2004 wurde Meesiger vom Amt Borrentin verwaltet.

## Geografie und Verkehr
Meesiger liegt etwa 14 km nördlich von Stavenhagen. Die B 194 verläuft östlich der Gemeinde. Die Gemeinde liegt direkt am Ufer des Kummerower Sees.

## Ortsteile
- Meesiger
- Gravelotte

## Geschichte und Wirtschaft
Meesiger wurde erstmals am 21. März 1255 urkundlich erwähnt.
Über die Entstehung von Gravelotte wird wie folgt berichtet:
„Es bestand aus einem Anwesen und sollte an die gleichnamige Schlacht im Deutsch-Französischen Krieg von 1870/71 erinnern, an der der Ortsgründer Fritz Ewald teilgenommen hatte.“ (Quelle unbekannt)
Abgesehen von einem größeren landwirtschaftlichen Betrieb lebt der Ort heute überwiegend vom Tourismus und bietet neben einem Hotel Übernachtungsmöglichkeiten bei privaten Vermietern sowie einen Campingplatz.

## Wappen, Flagge, Dienstsiegel
Die Gemeinde verfügt über kein amtlich genehmigtes Hoheitszeichen, weder Wappen noch Flagge. Als Dienstsiegel wird das kleine Landessiegel mit dem Wappenbild des Landesteils Vorpommern geführt. Es zeigt einen aufgerichteten Greifen mit aufgeworfenem Schweif und der Umschrift „GEMEINDE MEESIGER * LANDKREIS MECKLENBURGISCHE SEENPLATTE“.

## Sehenswürdigkeiten
- Kummerower See

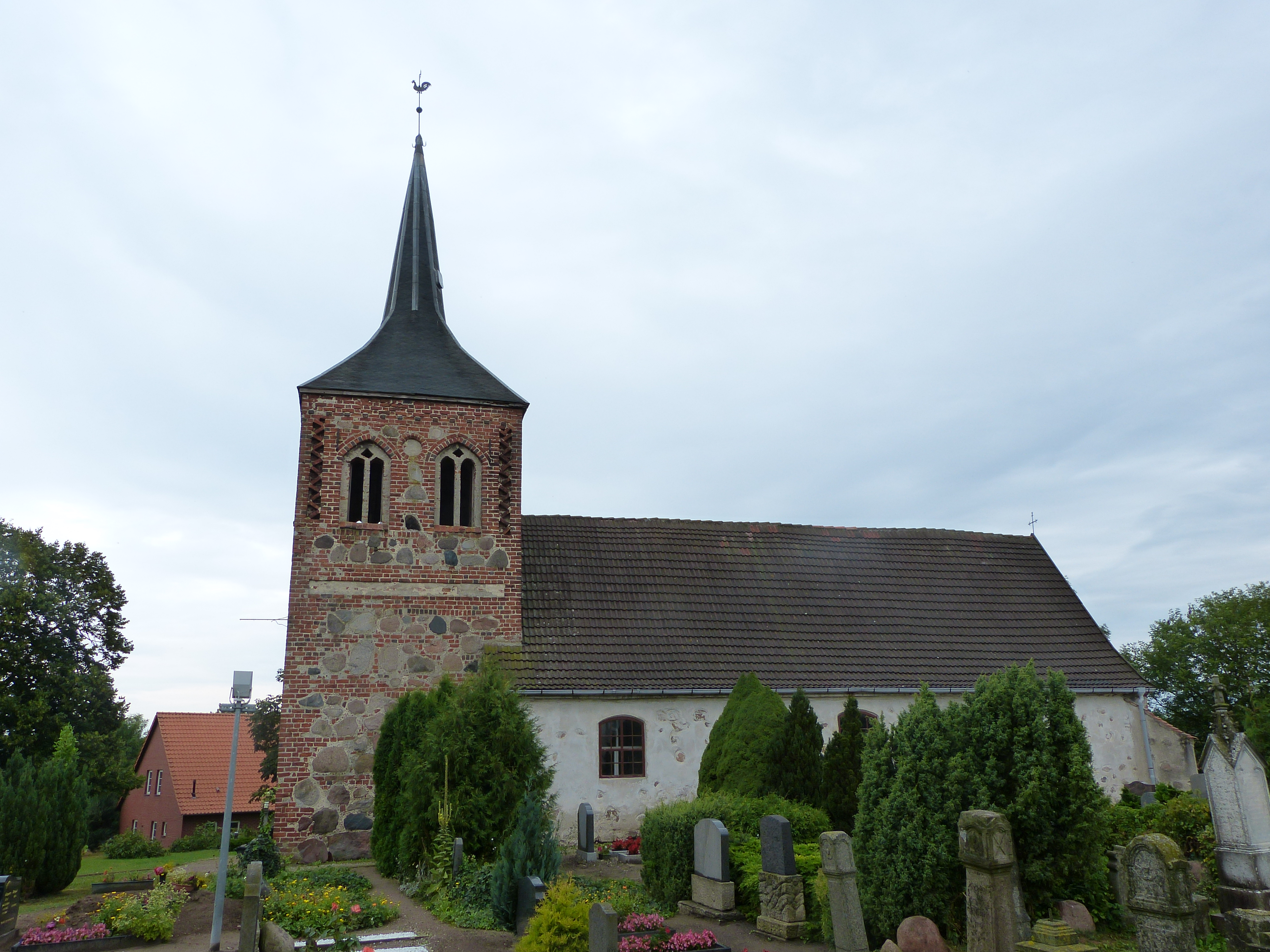
Kirche in Meesiger

- Kirche Meesiger; spätgotische Feldstein- und Backsteinkirche, Langhaus vom 17. Jahrhundert